# Antonio Mateu Lahoz
Antonio Miguel Mateu Lahoz (phát âm tiếng Tây Ban Nha: [anˈtonjo miˈɣel maˈtew laˈoθ]; sinh ngày 12 tháng 3 năm 1977) là một trọng tài bóng đá người Tây Ban Nha cầm còi tại La Liga từ năm 2008. Ông cũng đồng thời là một trọng tài FIFA, được làm nhiệm vụ tại vòng loại World Cup 2014, vòng loại World Cup 2018; vòng chung kết FIFA World Cup 2018 và FIFA World Cup 2022. Lahoz được biết đến với cách điều khiển trận đấu khá "kỳ quặc".
Ngày 29 tháng 5 năm 2021, Lahoz được chỉ định bắt chính trận Chung kết UEFA Champions League 2021 giữa Man City và Chelsea tại Porto.